# Periodo precolombino en Colombia

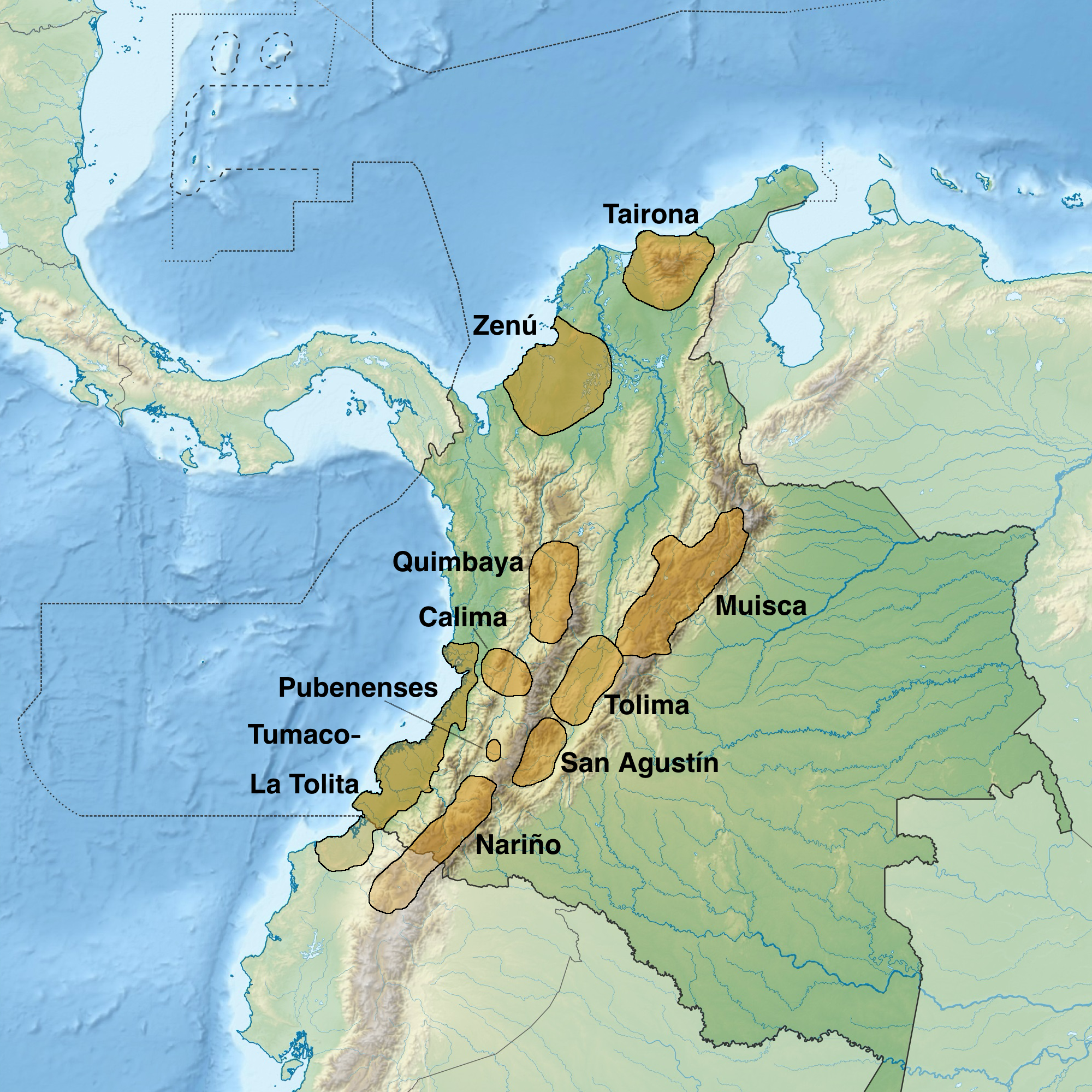
Culturas precolombinas de Colombia

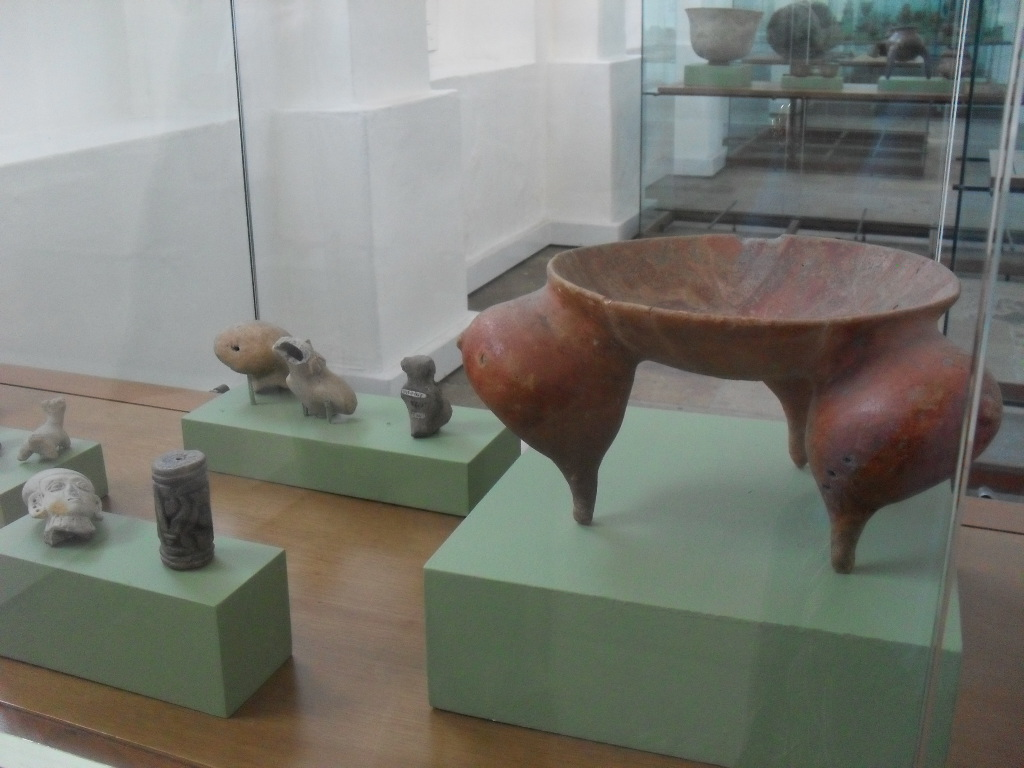
Cerámica precolombina colombiana

La época prehispánica o precolombina se refiere al periodo histórico anterior al periodo español en el territorio de la actual Colombia. El término de América precolombina se refiere a los pueblos que habitaban América antes de la llegada de Cristóbal Colón en 1492, pero aplicado exclusivamente a lo que hoy conocemos como Hispanoamérica.
Los primeros habitantes del territorio colombiano llegaron hace 20.000 años desde el norte del continente, atravesando a Panamá y entrando por la región del Darien. Otros habitantes llegaron en oleadas migratorias por el océano Pacífico procedentes probablemente de la Polinesia.
Los hallazgos arqueológicos más antiguos han sido encontrados en los abrigos rocosos de Chiribiquete, donde fueron datadas pictografías rupestres de hasta 19.510 años antes del presente. Se han encontrado yacimientos arqueológicos de la etapa arcaica en diferentes lugares de Colombia. En San Jacinto se hallaron muestras de cerámica que datan de 3000 a. C.; en  se descubrieron asentamientos adaptados a la vida costera caracterizados por ser recolectores de moluscos con una antigüedad de 3350 a. C. y 1300a. C.; en la región Amazónica se halló un yacimiento en el que se evidencia la agricultura hacia el año 2700 a. C. En la costa caribeña se han encontrado pruebas de aldeas ya organizadas socioculturalmente del formativo inferior hacia la culminación del segundo milenio a. C. En Malambo, cerca de la costa del mar Caribe, se encontraron registros de cerámica antropomorfa, zoomorfa y de cultivos que datan de 1120 a. C.

## Población de las tribus
Se estima que la población de estas culturas precolombinas en el territorio actual de Colombia fue de alrededor de 6 millones de personas. Alrededor de un tercio de ellos, o cerca de 2 millones de personas, eran muiscas ubicados en la región andina, y la población se concentraba de manera similar a la Colombia actual. Las estimaciones más bajas cifran la población precolombina en alrededor de 3 millones de personas, mientras que las estimaciones más altas sitúan la población entre 10 y 12 millones de personas.

## Poblamiento de Colombia
- Paleoindio : (17000 a. C. – 7000 a. C): los pobladores eran nómadas y estaban organizados en bandas. Habitaban en refugios rocosos y dominaban el fuego. Se alimentaban de frutos y animales. Elaboraban herramientas de piedras y hueso. Los hallazgos arqueológicos más antiguos han sido encontrados en los abrigos rocosos de Chiribiquete, donde fueron datadas pictografías rupestres de hasta 19.510 años antes del presente.[1] En Pubenza (Tocaima, Cundinamarca) se encontraron ocho artefactos en una capa estratigráfica fechada en 16.400 años AP.[5] En el sitio El Jordán, Roncesvalles (Tolima), la presencia humana ha sido fechada en 12.900 años AP.[6] En los abrigos rocosos del El Abra, al oriente de Zipaquirá, en la Sabana de Bogotá se encontraron instrumentos líticos en 1967, datados del 10.460 a. C. ± 160.[7] Otros hallazgos del Paleoindio se han hecho en Tibitó, Tequendama (Cundinamarca), Puerto Nare (Antioquía), San Isidro (Popayán) La Palestina (Yondó) y La Morena (Medellín).[8] Estos hallazgos en el interior del país significan que las migraciones paleoindias llegaron a Sudamérica con años de anterioridad a las fechas hasta ahora registradas.

- Arcaico (7000 a. C. – 1200 a.C): disminuyeron las temperaturas y los pobladores tuvieron que cambiar sus formas de subsistencia: cazaban pequeñas especies animales, pescaban, recogían moluscos y frutos silvestres. Habitaban en las orillas de los lagos, los mares y los ríos. Desarrollaron un estilo de vida seminómada basado en la agricultura, que consistía en el cultivo de raíces tropicales (frutos tropicales).

- Formativo inferior (1200 a.C – 500): los pobladores migraron hacia el interior del valle del río Magdalena. Los principales hallazgos arqueológicos se ubican en Malambo, Momil y San Agustín.

- Formativo medio (500 d.C – siglo XVI): hubo un aumento de la población y se estableció una organización política basada en los cacicazgos, o reunión de varias aldeas bajo la figura del cacique. Las principales culturas de este periodo fueron: Calima, Quimbaya, San Agustín y Tierradentro.

- Formativo superior (siglo XVI): época de gran desarrollo para los muiscas y los taironas. Construyeron aldeas y centros ceremoniales, desarrollaron un sistema de producción agrícola. Los incas ocupan el suroccidente del país. En este periodo llegaron los españoles.

### Descubrimientos prehistóricos por región
Sabana de En Pubenza (Tocaima, Cundinamarca) se encontraron ocho artefactos en una capa estratigráfica fechada en 16.400 años AP. En el sitio El Jordán, Roncesvalles (Tolima), la presencia humana ha sido fechada en 12.900 años AP. En los abrigos rocosos del El Abra, al oriente de Zipaquirá, en la Sabana de Bogotá se encontraron instrumentos líticos en 1967, datados del 10.460 a. C. ± 160. Este hallazgo en el centro del país significa que las migraciones paleoindias llegaron a Sudamérica con años de anterioridad a estas fechas.
En la Sabana de Bogotá se encontraron en el abrigo de Tequendama herramientas de piedra elaboradas con esmero, como raspadores, cuchillos laminares y puntas de proyectil, que datan de un milenio más tarde. Fueron elaborados por grupos de cazadores especializados, de quienes apenas se han encontrado cinco falanges. De entre el 7500 a. C. y 6500 a. C. provienen menos objetos de piedra pero aparecen jabalinas y otros objetos de madera, así como múltiples instrumentos de hueso de animal y además huesos humanos calcinados. Se encuentran esqueletos completos del 5000 a. C., de un tipo físico diferente al de los muiscas que llegaron posteriormente a la región. 
En el valle de El Abra al suroeste de la ciudad de Zipaquirá se han encontrado registros culturales asociados al pleistoceno tardío en Colombia, que datan del 10.460 a. C. ± 160. Los artefactos son conocidos como abrienses, e incluyen diferentes tipos de raspadores (laterales, terminales discoidales, convexos), cuchillas elaboradas sobre lascas, así como raederas. Las más antiguas evidencias humanas encontradas en ese sitio, corresponden a lascas y artefactos que incluyen dos tajadores sin fechas de C-14, pero cuya edad puede estimarse mayor que trece mil años con base en fechas obtenidas para la unidad cultural inmediatamente superior. 
En el sitio Tibitó, municipio de Tocancipá, con dataciones a partir del 9.740 a. C., fueron encontrados artefactos abrienses como instrumentos de corte, raspadores e instrumentos de hueso y asta que se interpretan como cuchillos y perforadores.
Durante el Holoceno medio (5500-1000 a. C.), las evidencias arqueológicas halladas en el sitio de Aguazuque, al suroeste de la Sabana de Bogotá, en el municipio de Soacha permiten reconocer que grupos de cazadores, recolectores y plantadores se establecieron en las terrazas y elevaciones libres de inundaciones. En el sitio de Zipacón son reconocibles evidencias de agricultura y alfarería que datan del año 1.270 a. C.

### Otras regiones
En Pamares, al suroeste de Cartagena de Indias, fue hallado un complejo lítico descrito por Gerardo Reichel-Dolmatoff (1985), que presenta características abrienses; y rasgos similares son identificables en artefactos de Puerta Roja y Villa Mary también en el Departamento de Bolívar, en la Región Caribe.
En la región del Alto Sinú (Córdoba) los sitios de Frasquillo, la Caimanera y la Angostura, muestran abundante material lítico, con predominio de la tradición abriense.
En el Valle del Cauca, Palmira, Sauzalito y Recreos se encontraron percutores, martillos de mano, cantos con escotaduras tabulares, machacadores, pequeñas placas aparentemente usadas para preparar ocre y otras sustancias. Las fechas de este complejo, se sitúan entre 7670 y 3360 a. C. Se considera que fueron elaborados por cazadores y recolectores adaptados a un ambiente tropical cuya subsistencia se basaba principalmente en la recolección de plantas y secundariamente en la cacería de pequeños mamíferos. 
Artefactos de obsidiana hallados en la altiplanicie de Popayán, que incluyen puntas de proyectil elaboradas en dicho material, sugieren contactos entre el Sur de Colombia y Ecuador. 
Hallazgos en el río Guayabero (Orinoquia colombiana), abren nuevas expectativas sobre la antigüedad y las migraciones del hombre temprano en Colombia. En Araracuara, en plena Amazonia se encontraron restos de asentamientos y prácticas hortícolas, así como cerámica provenientes del año 2700 a. C. Descubrimientos más recientes parecen indicar que culturas agrícolas de Sur y Centroamérica se originaron en las selvas amazónicas; desde allí se habrían extendido hacia la costa atlántica colombiana y pacífica ecuatoriana, aproximadamente en el 4.000 a. C. Estas comunidades organizadas desarrollaron la agricultura intensiva y la vida en comunidad en aldeas; eran sedentarias y hábiles para el trabajo manual. De ellas se encontraron huellas en el río Guayas en Ecuador.

## Culturas precolombinas
Los primeros vestigios conocidos de cultura hortícola sobre el territorio colombiano, están ubicados en la zona de influencia de los Montes de María, que surcan los departamentos de Bolívar y Sucre, además de una estribación de estos montes hacia el departamento del Atlántico donde también hubo pequeños asentamientos relacionados con tribus que se formaron sobre todo en el área denominada Puerto Hormiga, donde se han realizado excavaciones, y se han encontrado vasijas y alfarería, a la que se les han practicado pruebas que ubican a esta cultura en el V milenio a. C. Estas comunidades se fueron dispersando, y parece que trasladaron sus conocimientos en pesca y alfarería a la Cultura Zenú, en la cual se integraron al migrar al norte.
Así mismo, en Araracuara, Caquetá, se encontraron restos de asentamientos y prácticas hortícolas, así como cerámica provenientes de 2700 a. C.
El sitio Zipacón, indica que los desarrollos agrícolas en el altiplano cundiboyacense se remontan más allá del 1320 a. C.; con coexistencia de la cacería y recolección, junto con prácticas agrícolas y alfarería durante el período cultural Herrera.

### San Agustín y Tierradentro

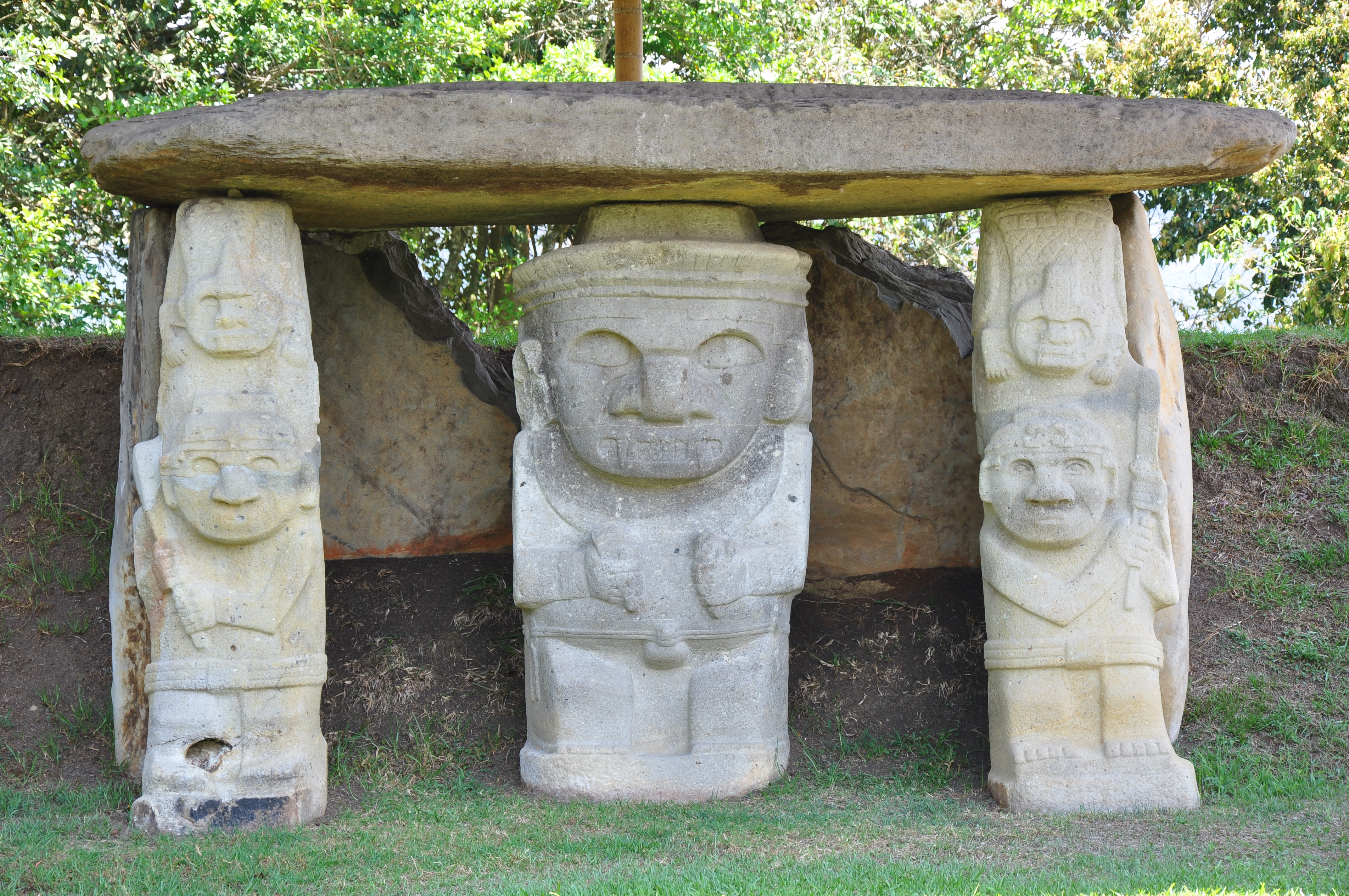
Parque arqueológico de San Agustín

La cultura San Agustín es técnicamente desconocida, la verdad el pueblo agustiniano desapareció antes de la llegada de los conquistadores. La Fuente de Lavapatas, es una demostración de las habilidades escultóricas de la cultura Agustiniana, pues está ubicada sobre una quebrada y contiene pileta esculpidas en la roca, rodeadas de figuras zoomorfas y antropomorfas.
El bosque de las Estatuas, por su parte, es una amplia explanada llena de las mejores expresiones monolíticas y dolménicas. En esta explanada se admira tanto la sencillez de ciertas estatuas, como la preocupación por la ornamentación y el detalle de otras, figuras zoomorfas, amplios tocados, figuras de piedras con alusión al "alter ego".
Por otra parte, la cultura de Tierradentro también tuvo contribuciones a la estatuaria y la alfarería, pero esta entró más profundo en lo relacionado con el asunto de la vida y la muerte. Los vestigios más tangibles de ella son los hipogeos, que estos dejaron en Inzá, Cauca, donde casi el 80 % de la zona es controlada por un resguardo a nombre de los Paeces, aparentes descendientes de los habitantes de Tierradentro. En estos resguardos se habla una lengua autóctona que puede descender de la hablada por los Tierradentro.
Los Tierradentro construían varias clases de tumbas, entre las cuales algunas avanzan hasta ocho metros bajo tierra con amplios salones ovalados o circulares en torno a una columna central. Estos están decorados con figuras zoomorfas y geométricas.

### Los Taironas

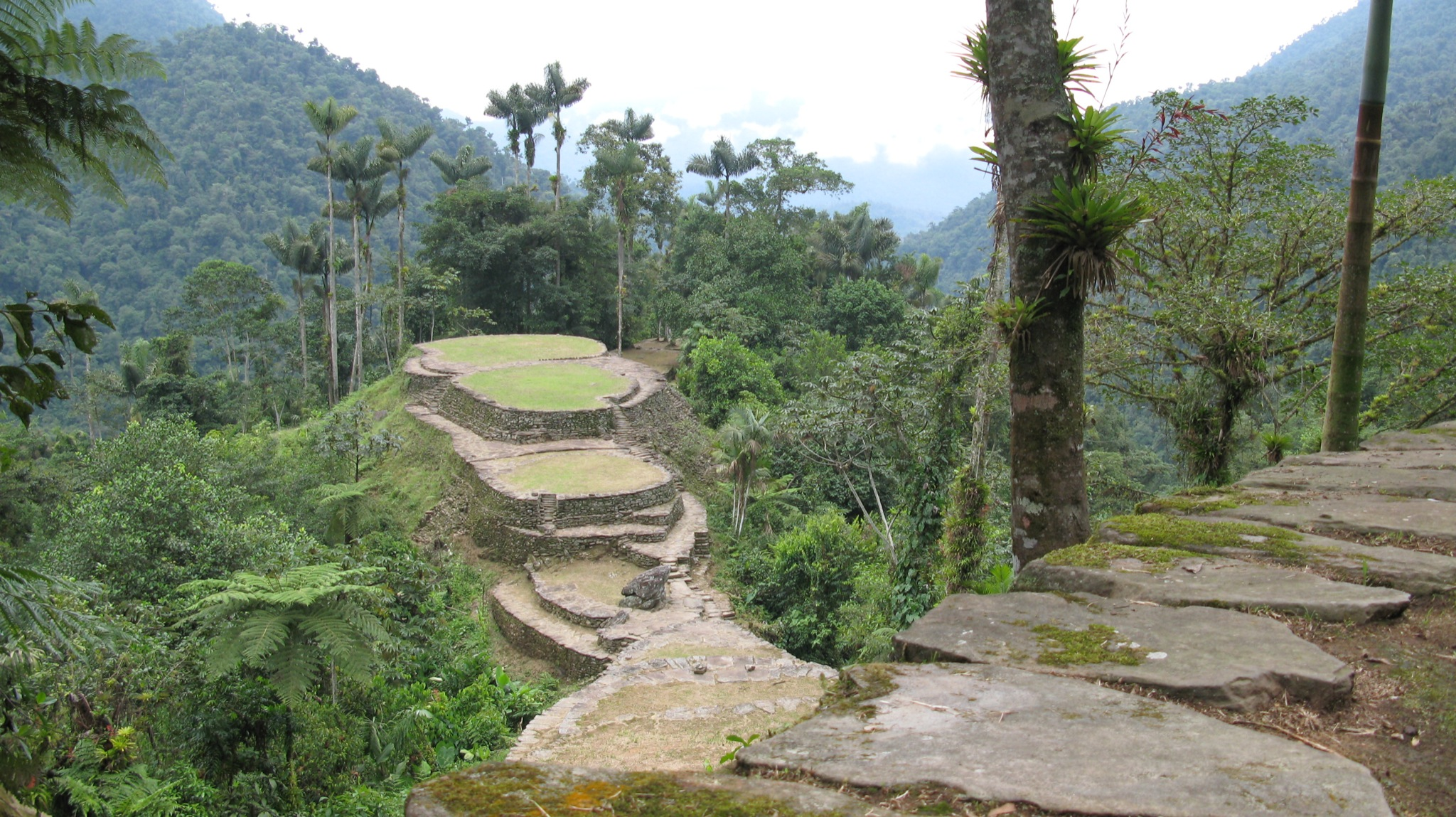
Ciudad Perdida

Los taironas habitaron la zona más septentrional de Colombia, exactamente en la Sierra nevada de Santa Marta, donde los pueblos estaban comunicados por una red de caminos de piedra, y sus viviendas eran de forma circular, sin ventanas y techadas de palma de montaña. Los tairona formaban una autarquía, pues sus territorios comprendían varios pisos térmicos. Eso les permitió contar con una dieta variada, en la que además de bollos, los taironas eran consumidores de chicha y arepas. Para endulzar las bebidas, usaban la miel, que producían en colmenas hechas por ellos. En el ámbito frutal, sobresale la producción de hortalizas, las guanábanas, piñas, aguacates y guayabas. Su principal fuente proteica era el pescado obtenido del comercio con otros pueblos que vivían cerca de mar.
Cada ciudad grande (unos 1 000 habitantes) generalmente contaba con un cacique, figura con pocas atribuciones divinas, quien dentro de los límites de su ciudad, cumplía funciones ceremoniales, ejecutivas, y judiciales. Los caciques podían tener opiniones divergentes, pero las instituciones inermes e uniformes de la nación tairona eran los sacerdotes; respetados e incluso venerados, ellos, a pesar de carecer de autoridad ejecutiva, influenciaban notablemente en las decisiones de los consejos y regían la vida de los habitantes bajo los preceptos de los dioses. Las ciudades también aportaban hombres, para ser entrenados como guerreros, esto estaba a cargo de consejos conformados por representantes de los caciques de cada ciudad. Al terminar su entrenamiento, los hombres eran llamados "manicatos".
La lengua de los taironas, el tairona, pertenecía a las lenguas chibchenses, de la cual también eran miembros los muiscas. Por eso, entre los muiscas y los taironas existían ciertos lazos culturales, haciendo las relaciones entre ellos más fluidas que en comparación con otras como la quimbaya. En lo referente a sus mitos y tradiciones, los taironas contaban con varios dioses, aunque poco se sabe de ellos, ya que no tenían lengua escrita y los cronistas de la colonia no se adentraron en la sierra. Sin embargo, los kogui y las otras tribus aún conocen los mitos cosmogónicos de su cultura.
En el área de la orfebrería, los Taironas desarrollaron técnicas como la cera perdida y el uso de la tumbaga. También desarrollaron la habilidad de usar las plumas para adornarse en las fiestas.
El ocaso de la nación tairona comenzó a la llegada de Rodrigo de Bastidas en 1525 a la zona donde habitaban. Durante este periodo de tiempo y hasta 1599, las relaciones entre colonizadores y nativos se caracterizaban por ser tensas y belicosas. Ya de 1599 y 1600, el gobernador de Santa Marta, Juan Guiral Velón, inició una intensa campaña militar en la que sojuzgó y asesinó a la mayoría de la sociedad tairona, decapitando y descuartizando a cada uno de los caciques nativos. De los sobrevivientes, algunos se refugiaron en las zonas más altas de la montaña, y otros formaron parte del proceso de mestizaje. Aquellos que se quedaron en las partes altas de la sierra aún sobreviven, conformando los pueblos kogui, arhuaco y wiwa.

### Los muiscas

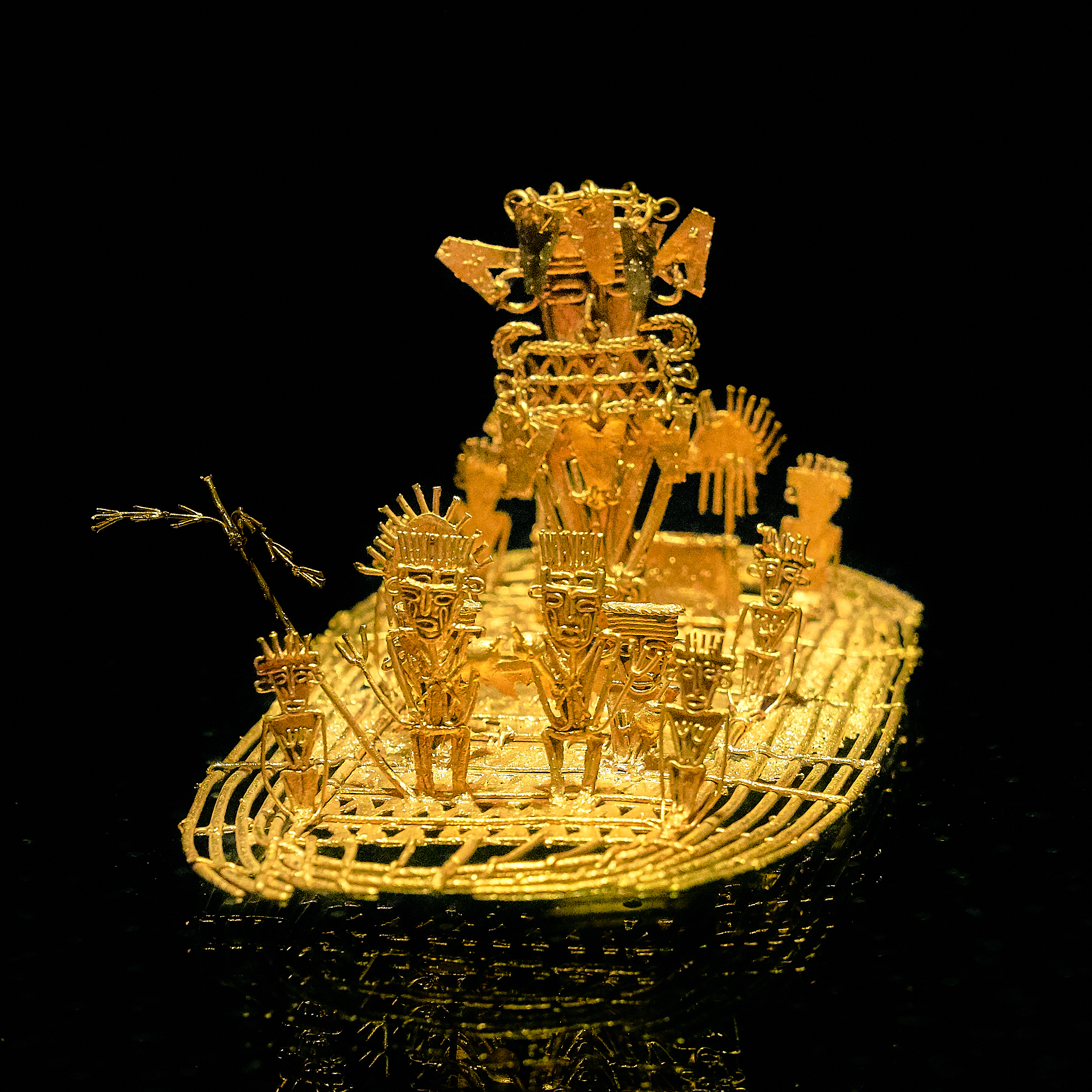
Balsa muisca

Para 1537, año de la llegada de los españoles al altiplano cundiboyacense, se estima que los muiscas eran cerca de 2 millones, organizados en 56 tribus. Fueron una cultura con una estructura político-administrativa que desarrolló una organización de cacicazgos, conocida como Confederación muisca con un sistema uniforme de caminos, lengua, impuestos, religión y leyes. Había dos grandes confederaciones: la del zipa de Bacatá (Bogotá) y la del zaque de Hunza, siendo Funza la capital de la confederación de Bacatá. Cada poblado miembro de la Confederación, le debía tributo al gobernante muisca (zipa o Zaque), dándole tributos y recursos de su zona; a cambio de protección y mercado para sus productos. Además tenían normas de control social y convivencia como el código de Nemequene.
También era trabajo del gobernante la formación de los guerreros o güechas, que en la cultura muisca estaban organizados en forma de ejército, pues dependían directamente de los grandes señores. En tiempos de guerra todos los uzaques, o señores menores, se reunían con el gobernante y tomaban las decisiones.
La contribución de los muiscas a la cultura colombiana es quizás la más importante. Se destacan juegos como el tejo (turmequé), que fue inventado por los muiscas, y al que los españoles le agregaron el detalle de la pólvora. La mitología muisca ha trascendido debido a que Bogotá se instituyó como capital del Nuevo Reino de Granada, y muchos cronistas se asentaron allí. Según los muiscas, entre sus varios dioses, los más importantes eran Sua (el Sol), a quien erigieron el templo de Sugamuxi o Suamox (Sogamoso). Chía (la Luna), y su templo en el pueblo que hoy lleva ese mismo nombre, el segundo en orden de importancia. Otros personajes como Bochica, que no eran dioses, eran recordados por todos. Además, los muiscas son la nación que dio origen a la leyenda de "El Dorado".
Eran los únicos productores de esmeraldas, monopolizaron la minería del cobre, el carbón tanto vegetal como mineral, y contaban con las minas de sal de Nemocón, Zipaquirá y Tausa. Las esmeraldas, la sal y el cobre, necesarios para fabricar joyas, eran canjeadas con los pijaos y los panches, que habitaban el sur; en cambio, estos les daban oro, que tenían en abundancia. Los bosques eran públicos, al igual que las lagunas, los páramos y las riveras de los ríos, haciendo la producción alimenticia acorde a las necesidades de cada habitante. En Bacatá, Chocontá y Hunza, se establecieron los tres grandes mercados donde la gente se reunía a cambiar sus mercancías. Las fuentes saladas estaban rodeadas de hornos, que podían ser usados por todos para evaporar el agua y obtener sal gema. Su mecanismo social de redistribución funcionó paralelamente al sistema de intercambio. Los caciques captaban los excedentes productivos por medio de tributo, redistribuyendo una parte entre la población a través de un fondo de consumo común.

### Los quimbayas

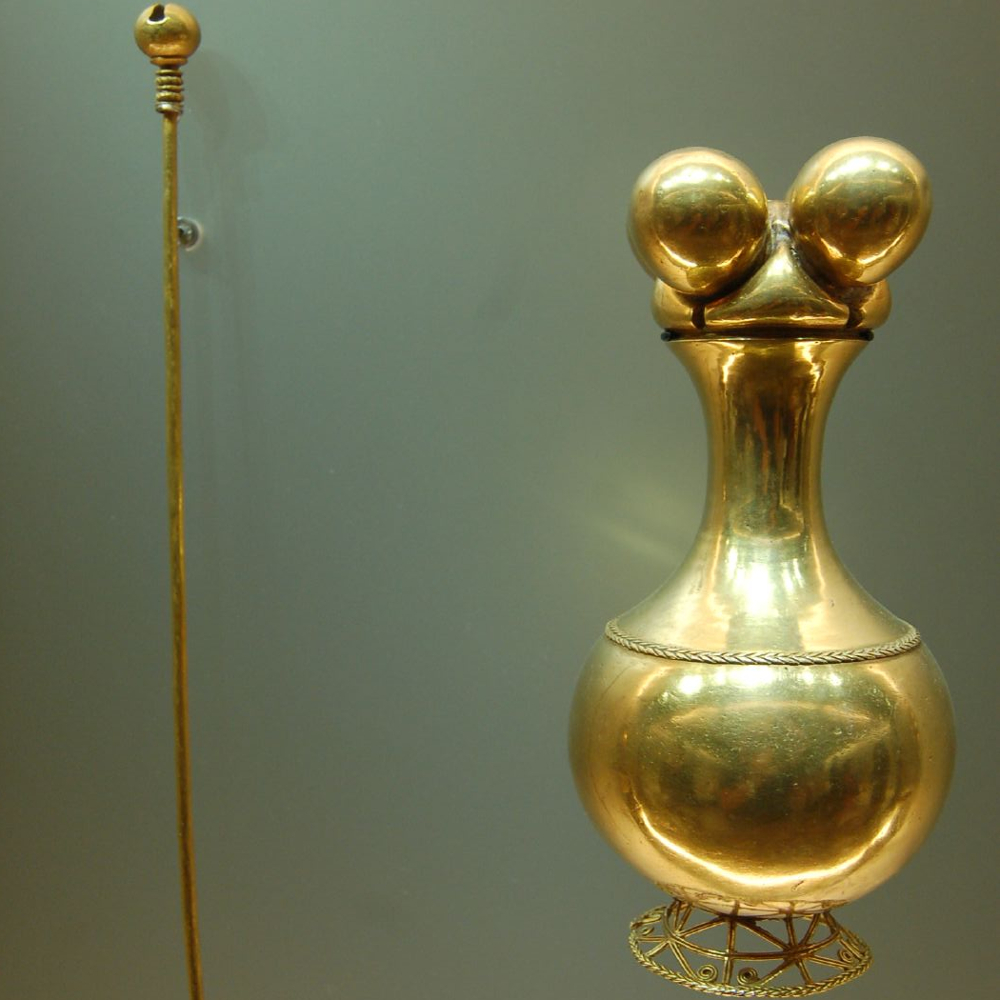
Poporo quimbaya

Los quimbayas habitaron la región del actual Eje cafetero, sobre todo en el Quindío. Son famosos por su habilidad de construcción con la guadua, su orfebrería y sus guerreros. Vivían en chozas redondas de guadua con techos de palma, y fueron los creadores del poporo quimbaya, y el Tesoro de los quimbayas.
Los quimbayas practicaban el método de "tala y quema", que era compensado con la siembra de guaduales, que además de ser fuente de madera, conservaban el agua y restablecían los nutrientes de la tierra. También implementaron la rotación de cultivos, y eran expertos en hacer terrazas en las zonas más pendientes, de esa forma evitaban la erosión. Los cultivos más comunes, eran los de maíz, arracacha, frijol, fique y yuca. Por otra parte practicaban la recolección de frutas y bayas, especialmente las de guamas, pithayas, guayabas, aguacates y caimitos. Además recogían los panales silvestres para extraer miel, la cual consumían virgen y también sacaban cera, que usaban para hacer las piezas de oro bajo la técnica de moldeo a la cera perdida.
Los quimbayas eran cazadores de dantas, zarigüeyas, osos hormigueros y las preciadas guartinajas y venados. También perseguían guacamayas, a las cuales pelaban, para usar sus plumas como decoración.
Las fuentes saladas de Consota, Cori, Coinza y Caramanta fueron monopolizadas por los quimbayas, que controlaban el comercio del mineral en la zona al occidente de la cordillera Central. Esta salmuera era evaporada para extraer la sal que utilizaban también para el trueque.

### Los zenúes

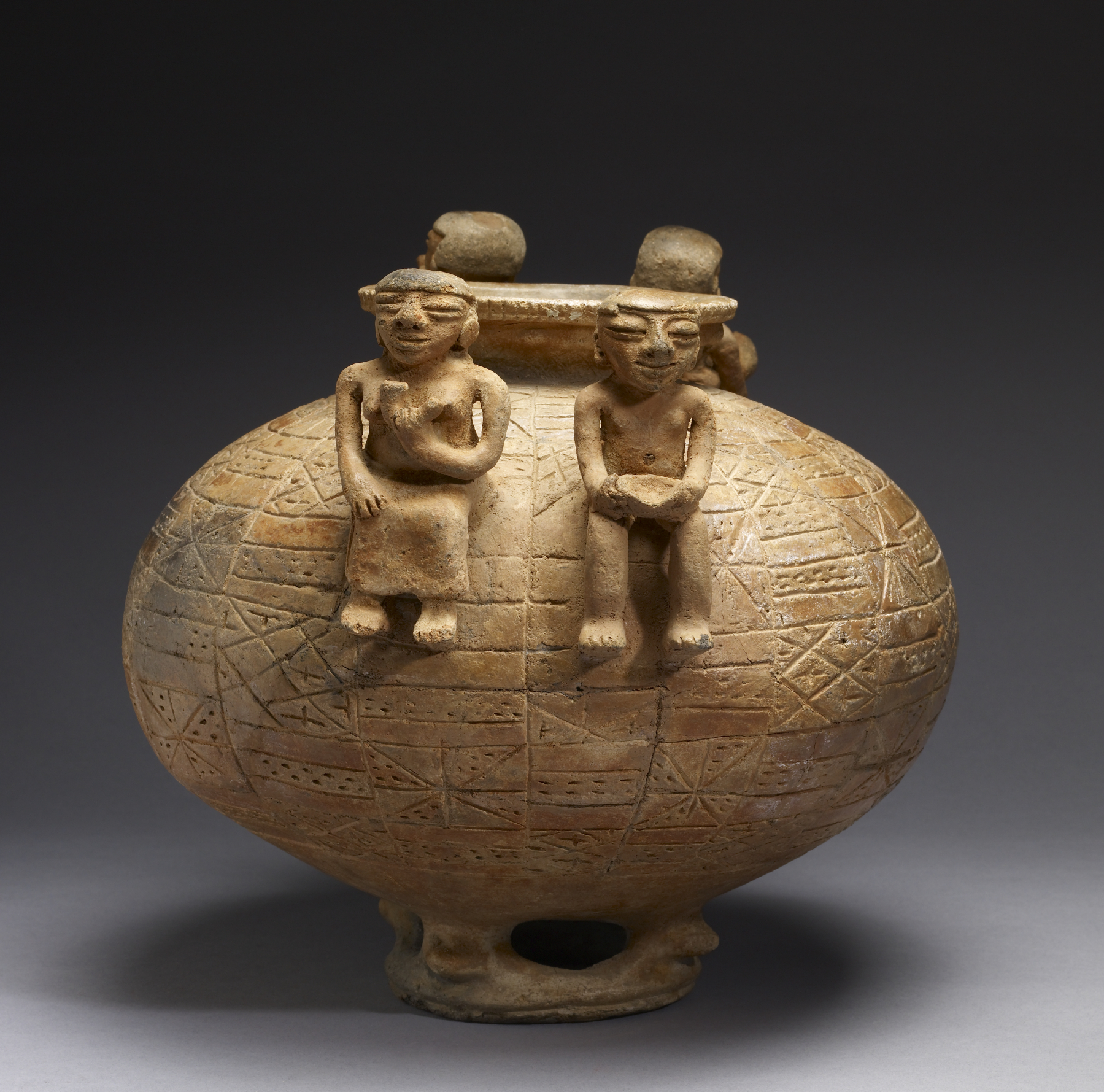
Olla de cerámica sinú con base anular y figuras sentadas

En los actuales departamentos de Sucre y Córdoba, existió un pueblo conocido como los zenúes que estableció un gobierno centralizado, pues los tres grandes caciques, El cacique de Panzenú, el de Zenufana y la gran Cacica de Finzenú. Las ciudades eran interdependientes: Mexión, que rondaba los 25 000 habitantes, en su mayoría tejían canastos, sombreros, viseras, mochilas, taparrabos, mantas, hamacas y otros utensilios. Las mochilas y taparrabos eran de algodón que recogían, hilaban, tejían y teñían. Yapel, un poco más grande que Mexión, con unos 30 000 habitantes, era la ciudad de la alfarería, allí se fabricaban casi todos los artículos de barro del país zenú. Finzenú era la capital del país y tenía alrededor de 70 000 habitantes, siendo la ciudad más grande. Además de ser el centro de la vida administrativa y la residencia de la gran cacica de los zenúes, era el centro productor del oro zenú, pues el río Sinú le daba el mineral.
La interdependencia de las ciudades era que entre ellas se exportaban e importaban los productos de cada una, ninguna era autosuficiente, esto garantizó la estabilidad territorial Zenú. Aun así, cada región tenía sus espacios de agricultura que explotaba independientemente, y los poblados de las zonas limítrofes entre las regiones controlaban la circulación de los bienes.
Los zenúes aprovechaban el tiempo seco para cavar canales que drenaran el agua, pues además de las frecuentes lluvias, la tierra de los zenúes era regada por caudalosos ríos: el río Sinú y su cuenca, así como el Cauca y sus tributarios. Los zenúes se dedicaron a construir canales hasta dejar una red intrincada que unía las cuatro ciudades y los pequeños pueblos. Se sabe que los zenúes construyeron una red secundaria de caminos que bordeaban las montañas y en las zonas altas de las planicies para mantener conectadas las ciudades y el campo durante las sequías y las inundaciones. En la zona de la depresión momposina se conserva el sistema hidráulico zenú.

### Cultura Calima

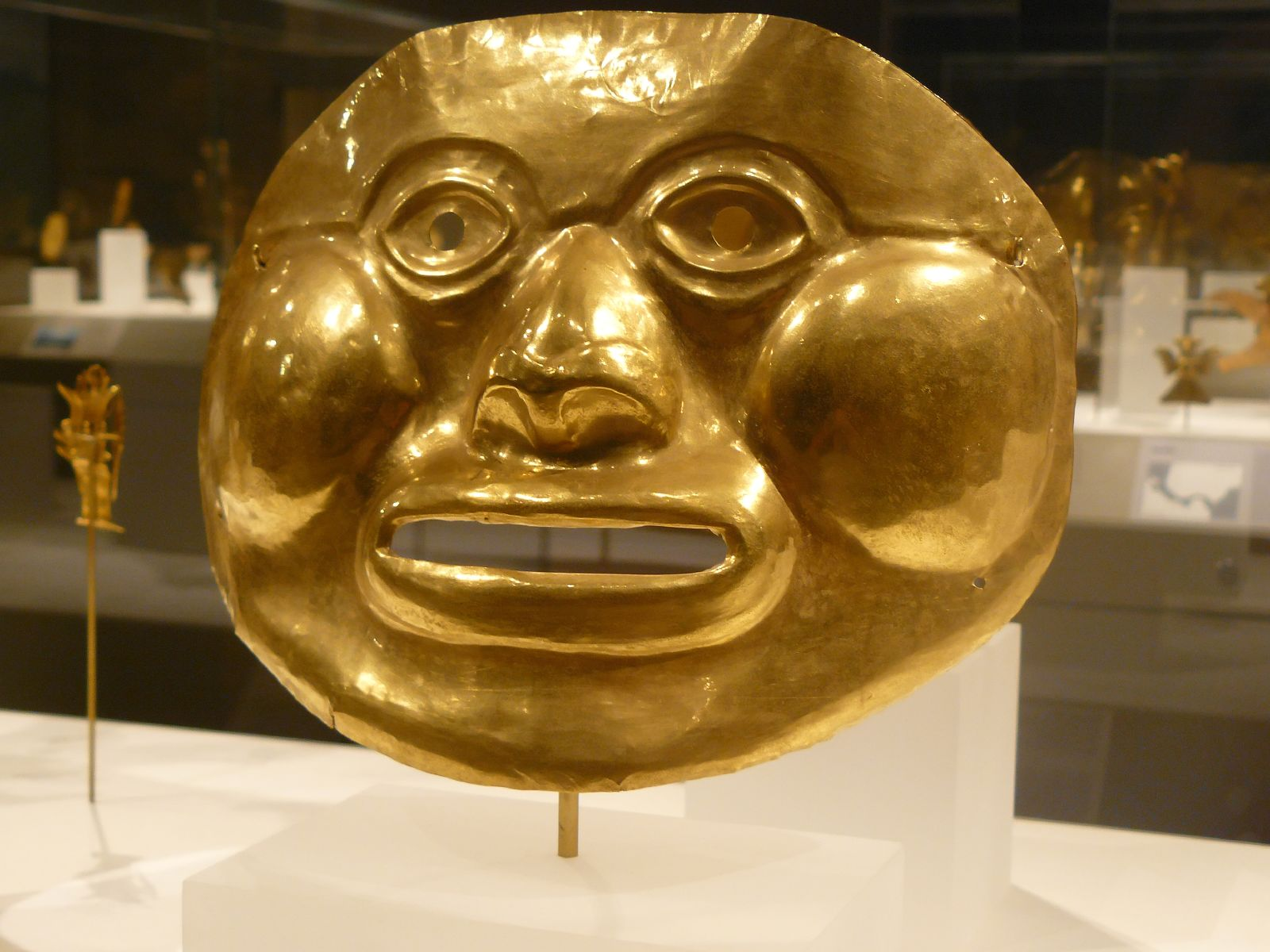
Máscara Funeraria Ilama, técnica oro martillado, de la cultura Yotoco

La Cultura Calima es la manera como los arqueólogos han denominado al asentamiento humano que pobló la zona de influencia de los ríos Dagua, Calima y San Juan en el Departamento del Valle del Cauca y que habitaron según los estudios entre el Holoceno y el siglo XV. De las excavaciones practicadas en el lugar se han encontrado utensilios, cerámicas, orfebrería y tumbas que denotan una gran actividad de un pueblo que se ubica dentro de la familia lingüística Caribe.
La historia de Calima cuenta diferentes períodos entre los cuales está la cultura yotoco que se puede considerar como la evolución de la más antigua cultura ilama cuyas cerámicas datan de hace 3.500 a 2.000 años.
La acidez del suelo de la región ha evitado que se hallen restos óseos de los antiguos habitantes ilamas o yotocos. Todo conocimiento se debe de obtener de los restos arqueológicos cerámicos, textiles y metalúrgicos.

### Cultura Capulí

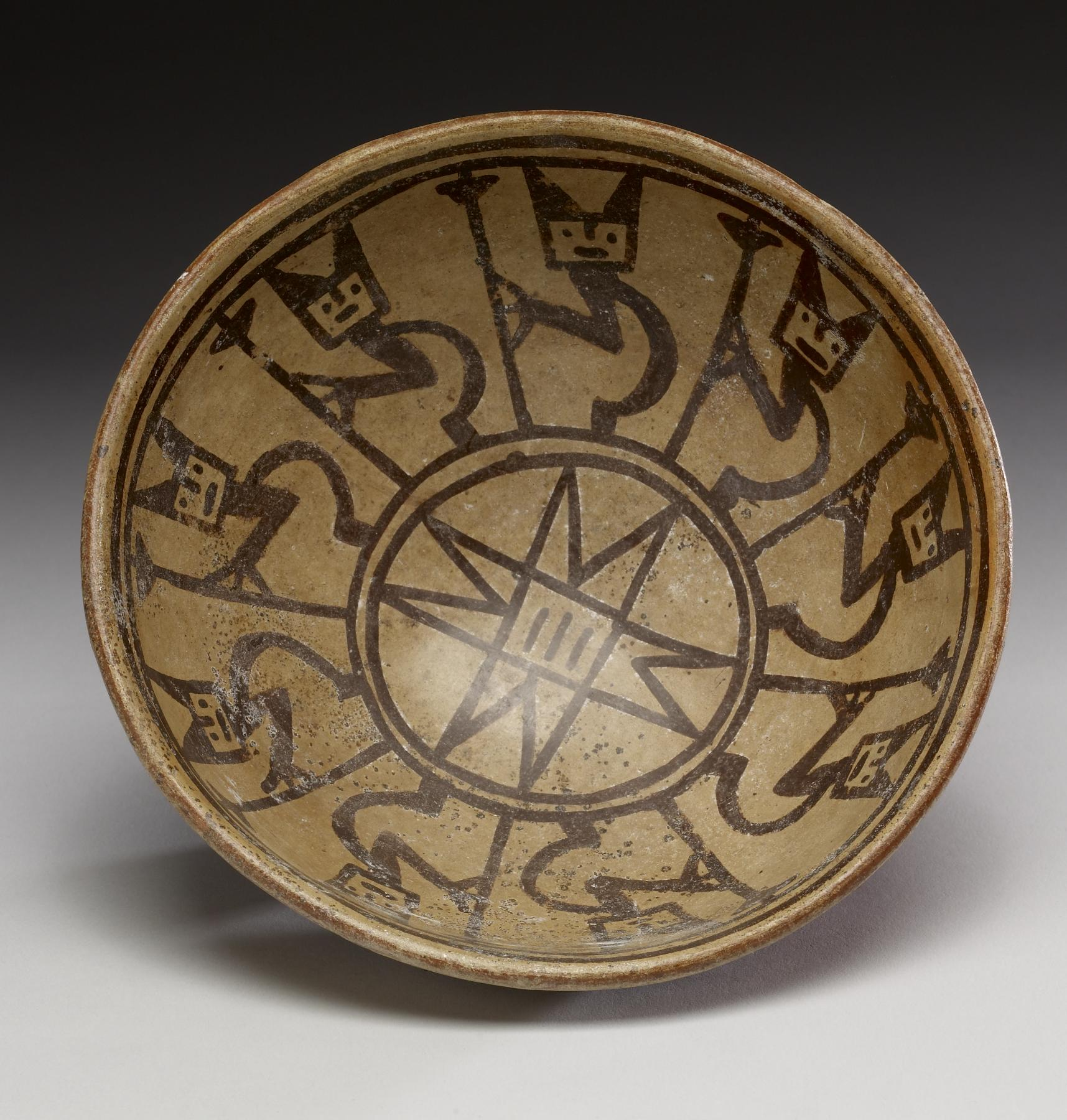
Capulí-Tuza

Habitaron el Nudo de los Pastos, un altiplano accidentado situado a más de 3000 metros de altitud, sobre la frontera con Ecuador. Su alfarería era cercana a los patrones artísticos de los Incas, ya que el Imperio incaico ocupó esta región poco antes de la conquista española.
El altiplano en esta parte de la cordillera se caracteriza por tener suelos fértiles, formados a partir de cenizas volcánicas. En la zona se encuentran los volcanes: Chiles, Cumbal, Azufral, Galeras, Doña Juana y Patascoy. El paisaje es ondulado y está constituido por lomas bajas alternadas con hondonadas.
Se han definido dos complejos cerámicos distintos. Capulí se encuentra tentativamente datado, a partir del siglo XII d. C., y Piartal-Tuza, fechado entre el siglo VII y XVI d. C. Los hallazgos de Capulí se sitúan en el municipio de Ipiales. Los entierros son muy profundos, de 22 a 40 m de pozo vertical redondo y cámaras laterales, individuales o colectivas. Los cuerpos se disponen en forma extendida sobre esteras tejidas con fibras vegetales. Los recipientes funerarios difieren notoriamente de las vasijas de cerámicas de uso cotidiano, pues son trabajados finamente y están decorados con pinturas negativas negro/rojo. Predominan los motivos geométricos. Las piezas más comunes son copas de pedestal alto de gran cantidad de formas, existiendo ejemplos de copas dobles y triples. También son comunes las vasijas globulares decorados con figuras de animales en los bordes. En las tumbas del complejo capulí se encuentran también hachas de piedra pulida sin trazas de uso. Es frecuente encontrar también caracoles marinos provenientes de la costa del Pacífico.
Por otra parte, el conocimiento del que se dispone sobre el Complejo Piartal-Tuza, es mucho más completo que en el caso de Capulí. El territorio donde se tiene conocimiento de restos de esta época es amplio, y en él se han desarrollado investigaciones formales. Los vestigios encontrados están fechados entre los siglos VII y XVI.

### Cultura tumaco

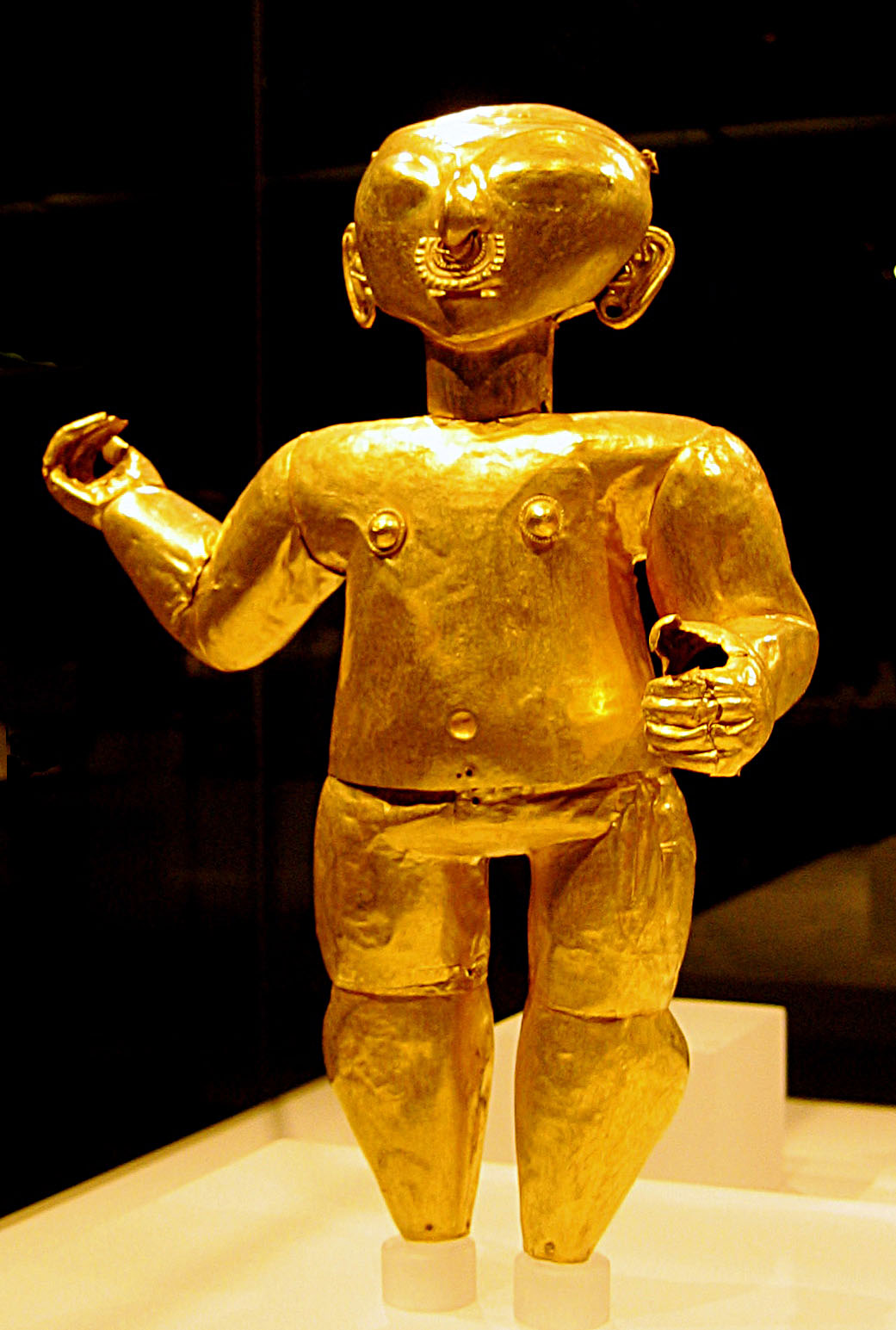
Figura de oro de la cultura de Tumaco-La Tolita

Sociedades de agricultores, pescadores, recolectores de frutos marinos y cazadores que trabajaron metales, vivieron entre el siglo VII a. C. y el siglo IV en las llanuras inundables y los manglares de la costa del océano Pacífico. En el siglo XVIII Juan de Santa Gertrudis identificó las primeras piezas de lo que se llamaría la cultura tumaco. El área de influencia se extiende también, además del departamento de Nariño, a las provincias de Esmeraldas y Manabí en Ecuador.
Vecinos de la cultura nariño, presenta sin embargo importantes diferencias, se especializaron en alfarería, ricamente decorada. La cultura tumaco fue definida inicialmente con base en hallazgos de algunos conjuntos cerámicos sacados de su contexto y sin una evidente asociación. En realidad representan un conjunto de diversas culturas en un período de 2500 años. En realidad, la costa del océano Pacífico de Colombia aún se encuentra casi inexplorada a comienzos del siglo XXI.

### Otras culturas y tribus
Los pueblos calamarí, carrex, bahaire, cospique y mocaná, que habitaban la zona que hoy ocupa Cartagena de Indias, vivían en el actual centro histórico, en la isla de Tierra Bomba, la isla de Barú, y la actual zona industrial de Mamonal, respectivamente. Fueron exterminados después de la batalla de Yurbaco (Turbaco), también llamada de Guazabara, por el conquistador Pedro de Heredia.

### Relaciones interculturales
El idioma muisca pertenecía a las lenguas chibchas, lo que permitió a los muiscas mantener relaciones con los motilones, y los taironas, miembros dialectales de ese mismo grupo lingüístico.
Varias técnicas fueron desarrolladas por los muiscas y exportadas a la cultura tairona. Aunque los taironas, también se les considera exportadores de técnicas de orfebrería e hilados. Eso se ve en que la mayoría de las obras muiscas parecen ser toscas y mal terminadas aunque la calidad del oro era superior, y las tairona técnicamente perfectas, los muiscas al aprender la técnica de la cera perdida mejoraron la estética de sus obras, prácticamente abandonaron el método del repujado directo, que además de inexacto le restaba vida útil a la pieza pues esta cogía más riesgo de cuartearse y también restringía las obras a solamente láminas, ya que repujar sobre el oro bruto es casi imposible. A su vez, los taironas al aprender métodos como la inmersión de la pieza en agua mejoraron sustancialmente la calidad del material y la belleza misma del ornamento.
Los taironas fueron los inventores de los bollos, pues el maíz producido en la Sierra Nevada era demasiado duro para comer, y amasándolos eran más fáciles de cocer. La técnica del bollo fue posteriormente mejorada por la cultura zenú, cuyos territorios eran mejores para el cultivo del maíz, hasta que actualmente se considera que los departamentos de Córdoba y Sucre (zona de influencia zenú) son los creadores de esta receta.

## Línea temporal prehistórica
Línea superior "correspondencia a las migraciones"